# Rîbalske, Mirhorod
Rîbalske (în ucraineană Рибальське) este un sat în comuna Harkușînți din raionul Mirhorod, regiunea Poltava, Ucraina.

## Demografie
Componența lingvistică a localității Rîbalske
     Ucraineană (92,55%)
     Rusă (7,45%)
Conform recensământului din 2001, majoritatea populației localității Rîbalske era vorbitoare de ucraineană (92,55%), existând în minoritate și vorbitori de rusă (7,45%).